# .dat
Un file con estensione .dat è un file che può contenere dati, che possono essere testuali o binari.
Solitamente questa estensione viene usata in quanto abbreviazione di data, ovvero il generico termine dati in lingua inglese, ma non ne identifica il formato dei dati contenuti, in quanto dipendenti dall'applicazione che lo ha generato.
Tra gli usi di questa estensione ci sono i file relativi al registro di sistema del sistema operativo Microsoft Windows (es. Ntuser.dat) e i file video MPEG contenuti nei Video CD.